# Caneca
A caneca é um recipiente de líquidos semelhante a um copo, porém com uma alça denominada "asa". Ao contrário da xícara ou chávena, é geralmente maior e não necessita de pires, pois sua forma nunca é cunhada. Ela normalmente é usada para beber bebidas quentes, como café, chocolate quente ou chá. Normalmente, uma caneca comporta entre 240 e 350 ml.

## História

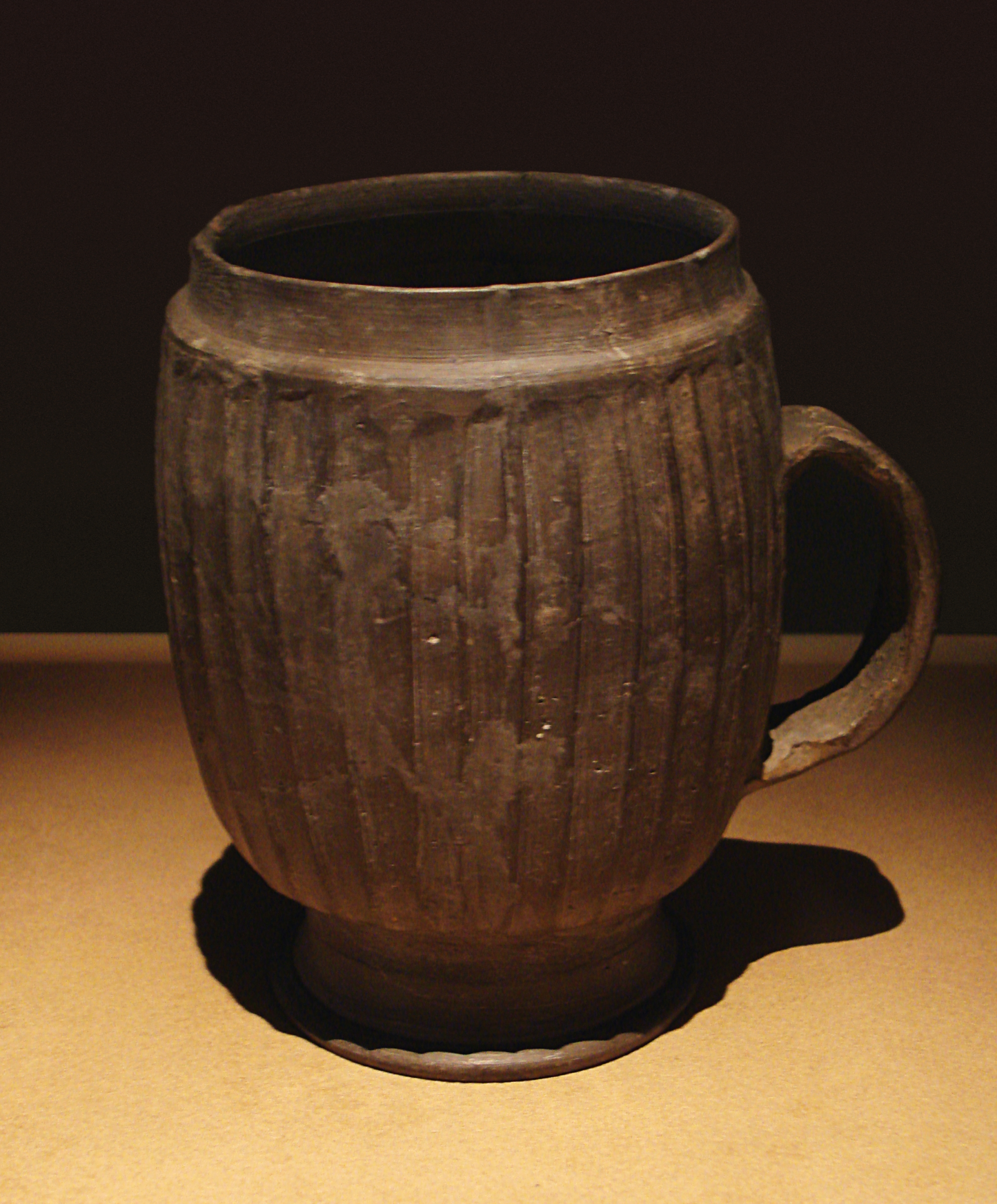
Uma caneca feita em uma roda de oleiro no final do período neolítico (ca. 2500–2000 AC) em Zhengzhou, China

Canecas de madeira provavelmente vêm sendo produzidas desde os primórdios da manipulação da madeira, mas a maioria delas não sobreviveu intacta.
Os primeiros objetos em cerâmica foram moldados à mão. Entre 6.500 e 3.000 a.C., sua fabricação foi facilitada com a invenção da roda de oleiro. Foi relativamente fácil adicionar uma alça a uma xícara no processo de produção, criando, assim, a caneca. Um exemplo desse tipo de artefato foi encontrado na Grécia. Ele é uma caneca de argila decorada de forma bastante rebuscada e foi datado de 4000–5000 a.C.
A maior desvantagem dessas canecas de barro era que suas paredes grossas eram impróprias para a boca. As paredes foram ficando mais finas com o desenvolvimento de técnicas de usinagem. Canecas de metal foram produzidas em bronze, prata, ouro e até mesmo chumbo.
A invenção da porcelana  por volta de 600 d.C. na China abriu uma nova era de canecas de paredes finas adequadas para líquidos frios e quentes, que são apreciadas até o século XXI.

## Tipos de canecas

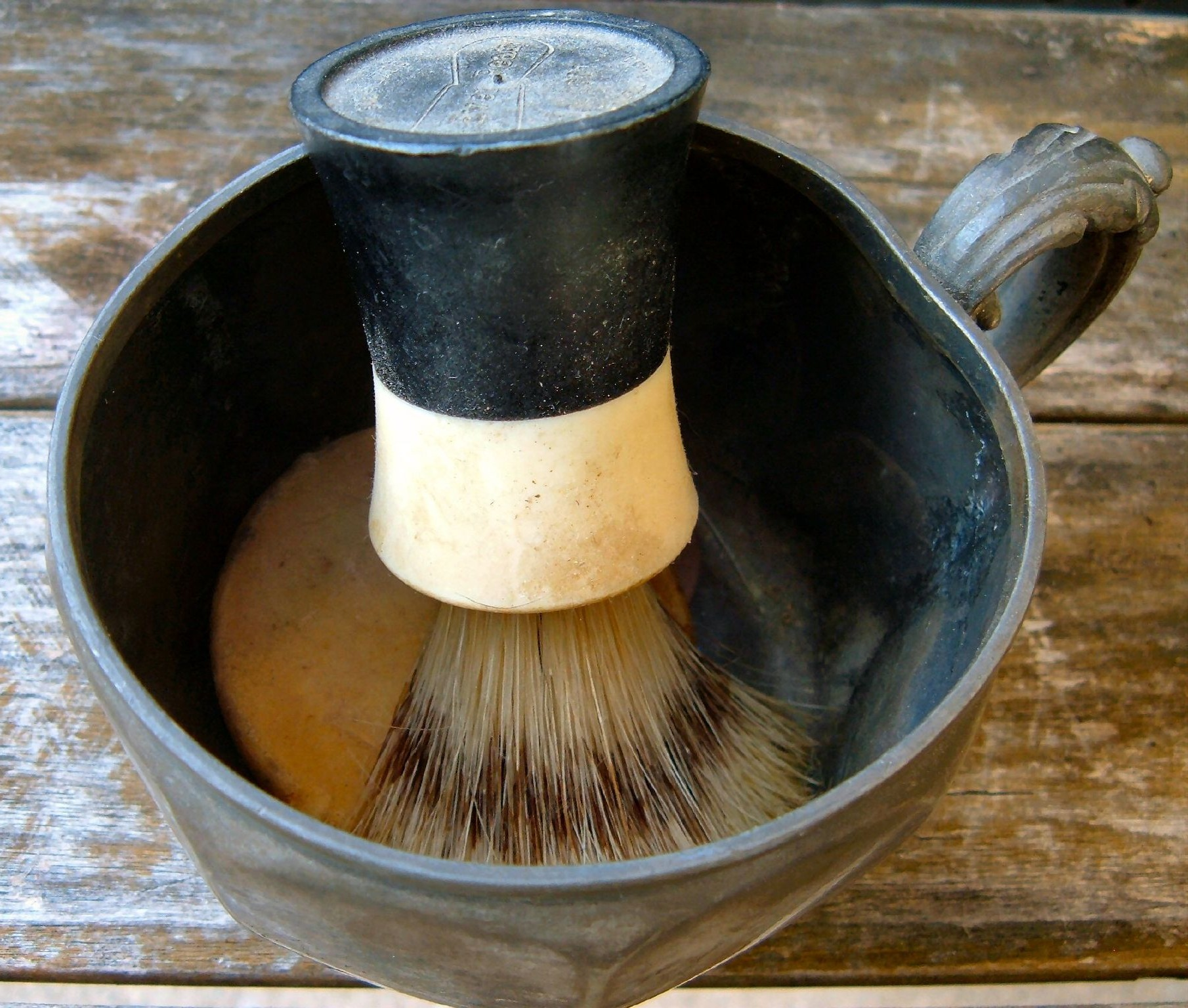
Caneca de barbear

### Canecas escuttlede barbear
A caneca e a scuttle de barbear foram desenvolvidos por volta do século XIX, sendo que a primeira patente para uma caneca de barbear é datada de 1867. Como a água quente não era comum em muitas casas, uma forma de fazer espuma quente era usar um balde ou caneca. Um scuttle tradicional se assemelha a um bule de chá com um bico largo onde a água quente é despejada. Ele difere de uma caneca de barbear, que não tem bico. Tanto as scuttle de barbear quanto as canecas geralmente têm uma alça, mas algumas não têm. As canecas de barbear costumam se parecer com uma caneca padrão, no entanto, algumas também têm um descanso para pincel embutido, para que a escova não faça espuma. Versões modernas do scuttle têm produção limitada, geralmente por oleiros independentes que trabalham de forma artesanal.

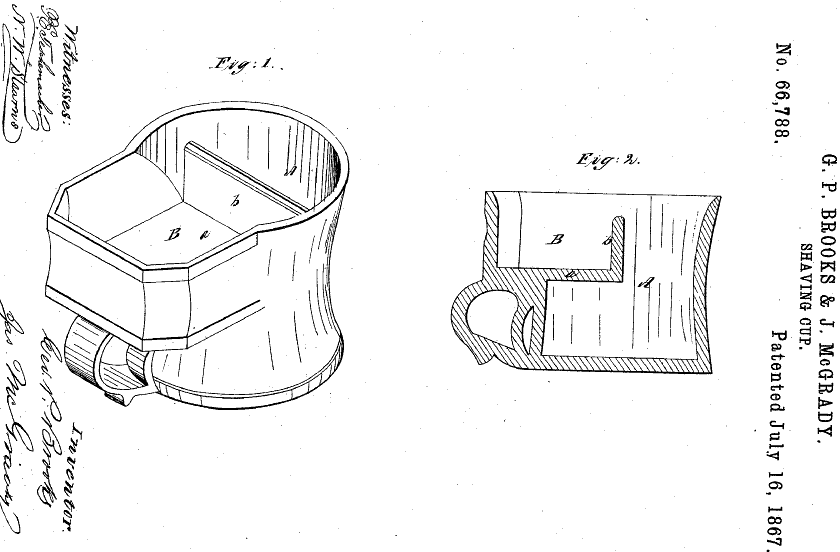
Um scuttle de barbear, patente de 1867.

No topo da scuttle ou caneca há um saboneteira. Tradicionalmente, era usado um bloco rígido de sabão de barbear, em vez de espuma de barbear ou um creme macio como no século XX-XXI. Existia também orifícios de drenagem na parte inferior para escoar a água. Os scuttle e canecas posteriores não incluem os orifícios e, portanto, podem ser usados com cremes e espumas de barbear. Algumas scuttles e canecas têm círculos concêntricos na parte inferior, que retêm um pouco de água ajudando a formar espuma.

### Canecas tiki

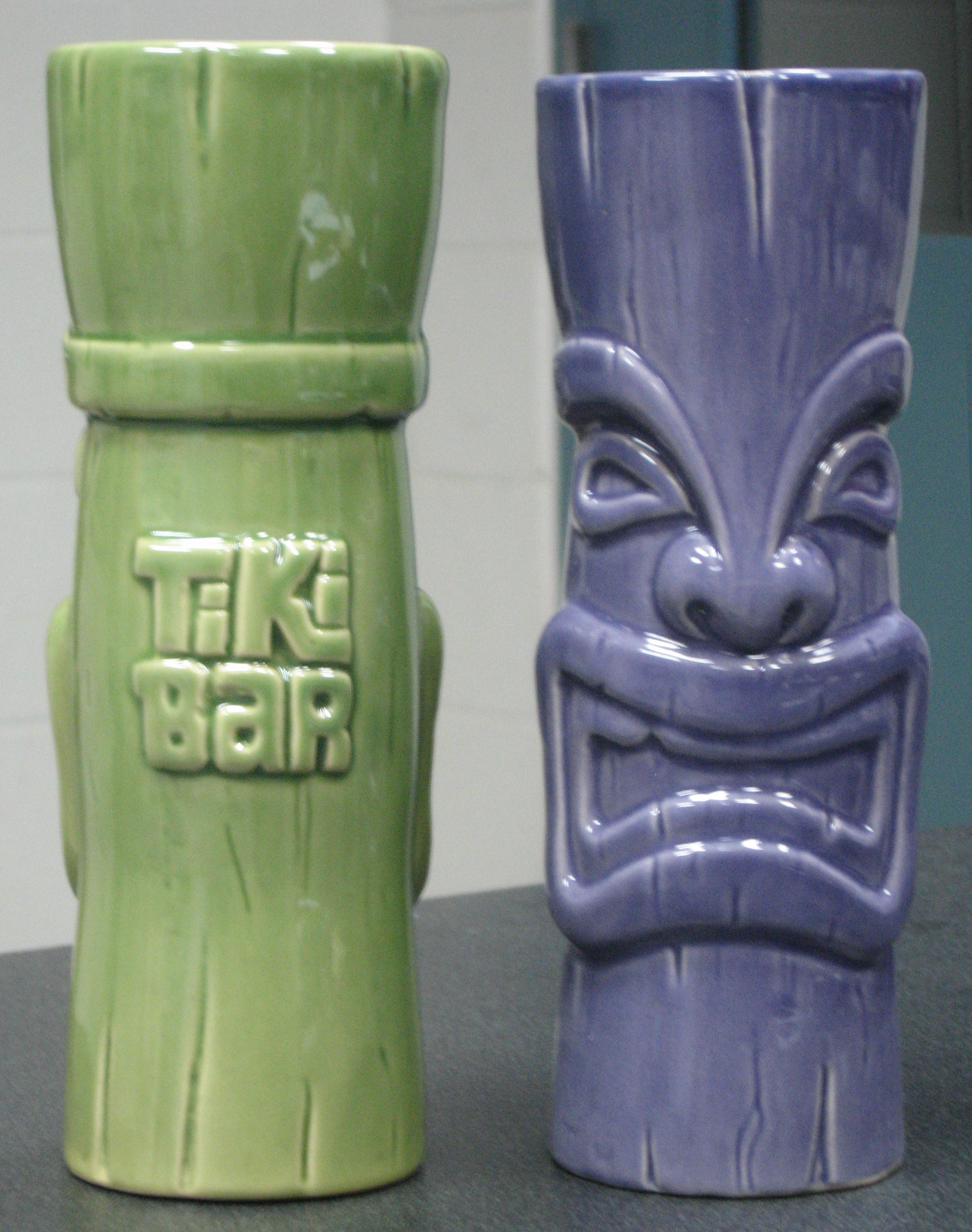
Canecas Tiki

Canecas Tiki são recipientes para beber geralmente feitos de cerâmica. Elas originaram-se em restaurantes tropicais temáticos e bares tiki em meados do século XX. O termo "canecas Tiki" é uma denominação genérica para recipientes de bebidas em forma de esculturas que retratam imagens da Melanésia, Micronésia ou Polinésia e, mais recentemente, qualquer coisa tropical ou relacionada ao surfe. Muitas vezes elas são vendidas como souvenirs e são altamente colecionáveis. Os fabricantes modernos incluem Muntiki e Tiki Farm. Artistas, como Van Tiki, também produziram canecas exclusivas que imitam esculturas feitas à mão.

### Canecas térmicas
As canecas térmicas foram introduzidas na década de 1980. Elas geralmente possuem propriedades de isolamento térmico para transportar líquidos quentes ou frios. Semelhante a uma garrafa térmica, elas geralmente são bem isoladas e completamente fechadas para evitar derramamento do líquido. As canecas térmicas em possuem uma tampa à prova de respingos com uma abertura para beber.

## Design geral e funções
Grande parte do design da caneca visa o isolamento térmico. As suas paredes grossas, em comparação com as paredes mais finas das xícaras de chá, isolam a bebida para evitar que esfrie ou aqueça rapidamente. O fundo da caneca geralmente não é plano, mas côncavo ou tem uma borda extra para reduzir o contato térmico com a superfície na qual a caneca é colocada. Essas características geralmente deixam uma mancha circular característica na superfície. Finalmente, a alça de uma caneca mantém a mão longe dos lados quentes do recipiente. A pequena seção transversal da alça reduz o fluxo de calor entre o líquido e a mão. Pela mesma razão de isolamento térmico, canecas são geralmente feitas de materiais com baixa condutividade térmica, tais como a cerâmica, a porcelana ou vidro.

## Aparência
Esse objeto pode possuir formatos diversos. A caneca se difere do copo e da xícara, pois possui tipo de "asa" anelar para facilitar seu manuseio.

## Composição
As canecas são feitas geralmente de porcelana, porém algumas são produzidas a partir de um vidro resistente a choques térmicos com a marca Pyrex, e outras de plástico, de metais (como aço e alumínio) alguns esmaltados ou cerâmica.

## Na matemática

Uma deformação contínua entre uma caneca de café e um donut ilustrando que eles são homeomórficos (topologicamente equivalente)

A caneca é um dos exemplos mais populares de homeomorfismo em topologia . Dois objetos são homeomórficos se um puder ser deformado no outro sem cortar ou colar. Assim, em topologia, uma caneca é equivalente homeomórfica a um donut (toro), pois pode ser remodelada para assumir o seu formato por uma deformação contínua, sem cortar, quebrar, perfurar ou colar. Outro exemplo topológico é uma caneca com duas alças, que equivale a um toro duplo - um objeto semelhante ao número 8.